# Huerta Nueva
Huerta Nueva es un barrio perteneciente al distrito Ciudad Jardín de la ciudad de Málaga, España. Según la delimitación oficial del ayuntamiento, limita al norte con el barrio de San José; al este, con la Ronda Este de la A-7; al sur, con Alegría de la Huerta; y oeste, con el barrio de Los Viveros.

## Transporte
Ninguna línea de autobús urbano atraviesa el barrio, aunque las siguientes líneas de la EMT tienen paradas en calles cercanas: 
| Línea | Trayecto                                          | Recorrido | Frecuencia                              |
| ----- | ------------------------------------------------- | --------- | --------------------------------------- |
| 2     | Alameda Principal - Ciudad Jardín (San José)      | Recorrido | 10-11 minutos                           |
| 26    | Alameda Principal - Alegría de la Huerta          | Recorrido | 15 minutos                              |
| 61    | Alameda Principal - Jardín Botánico La Concepción | Recorrido | 60 minutos (Fines de Semana y festivos) |